# Marjorie Courtenay-Latimer
Marjorie Eileen Doris Courtenay-Latimer (Aliwal North o East London, 24 febbraio 1907 – East London, 17 maggio 2004) è stata una biologa sudafricana.

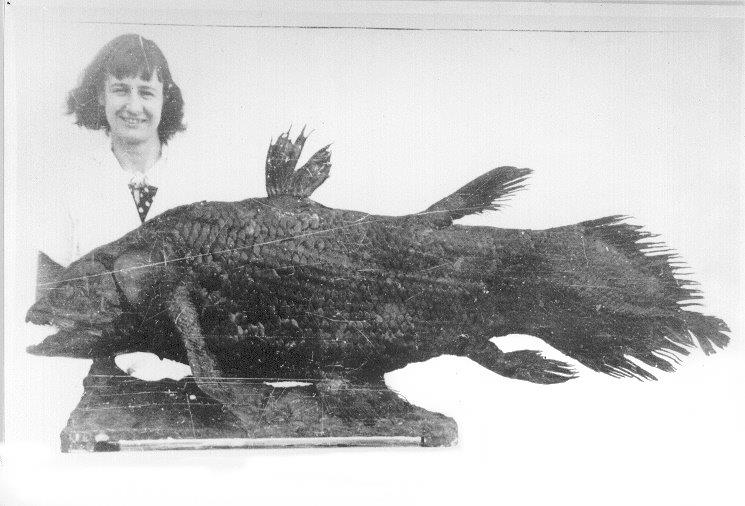
Marjorie Courtenay-Latimer e uno dei primi celacanti ritrovati

Curatrice del museo di storia naturale di East London, è balzata in tutto il mondo agli onori della cronaca nel 1938 per aver scoperto l'esistenza di esemplari vivi di Celacanto, un pesce primitivo ritenuto estinto da 65 milioni di anni, e in suo onore chiamati Latimeria nel 1939.